# Nationalbank der Republik Belarus
Die Nationalbank der Republik Belarus (belarussisch Нацыянальны банк Рэспублікі Беларусь Nazyjanalny bank Respubliki Belarus) ist die Zentralbank von Belarus mit Sitz in der Hauptstadt Minsk. Die Bank wurde 1922 unter dem Namen „Belarussische Republikanische Bank“ vom sowjetischen Volkskommissar der Belarussischen SSR gegründet, arbeitete aber bald unter der Leitung der Staatsbank der UdSSR. Nach Umstrukturierungen in den Jahren 1959 und 1987 gibt es die Bank seit 1991 in ihrer jetzigen Form, nachdem die Bankenregeln für die Unabhängigkeit von der Sowjetunion verabschiedet worden waren. Seit 1996 ist die Zentralbank der Regierung und dem Präsidenten unterstellt.
Im April 2023 war die Nationalbank kanadischen Sanktionen ausgesetzt.

## Aufgaben
Die Hauptziele der Nationalbank sind:
- Schutz des belarussischen Rubels und Gewährleistung seiner Stabilität, einschließlich seiner Kaufkraft und des Wechselkurses gegenüber ausländischen Währungen;
- Aufrechterhaltung der Stabilität des Bankensystems der Republik Belarus.
- Gewährleistung eines effizienten, zuverlässigen und sicheren Funktionierens des Zahlungssystems.

Die Tätigkeit der Bank ist im Bankenkodex vom 25. Oktober 2000 geregelt. Artikel 25 des Bankenkodex sieht vor, dass eine der Hauptfunktionen der NBRB darin besteht, ein effizientes, zuverlässiges und sicheres Funktionieren des Interbankenabwicklungssystems zu gewährleisten. Gewinne zu erzielen, ist nicht das Hauptziel der Nationalbank.
Die Nationalbank ist dem Präsidenten der Republik Belarus gegenüber rechenschaftspflichtig.